# 库克群岛政治
库克群岛是一个联系邦，其政治运行于君主立宪制议会代议民主制框架内。由女王代表所代表的新西兰女王是库克群岛的国家元首；总理是政府首脑并采用多党制。库克群岛内部自治并与新西兰自由联合；新西兰全面负责库克群岛的内政，同时经与库克群岛商议后由新西兰保留部分外事责任。近年来，库克群岛开始越来越多地承担起自己的外交事务；截至2005年，库克群岛以自己的名义与18个国家建立了外交关系。行政权由库克群岛政府负责，而立法权则由政府和议会共享。司法机关独立于行政机关与立法机关之外。

## 历史背景
在1999年选举后，库克群岛议会出现了悬峙状态。库克群岛党党魁杰弗瑞·亨利继续出任总理一职；但在执政联盟重组一个月后，亨利的职位被乔·威廉姆斯所取代。而在三个月后的进一步调整后，威廉姆斯的职位被民主党人特里派·马奥阿特取代。2002年，随着执政联盟进行第三次调整，马奥阿特的职位被他的副手罗伯特·温特取代；温特的上位得到了库克群岛党的支持。
民主党在2004年大选中赢得了多数党地位，但罗伯特·温特却输掉了他的议员席位，因此其总理职位由吉姆·马鲁雷接替。2005年，马鲁雷因为民主党内部纠纷而退党并成立了库克群岛第一党；不过由于他得到了库克群岛党的支持，所以他继续担任总理一职。可是马鲁雷还是在2005年年内重返民主党。接连几次补选的失败导致库克群岛议会被迫在2006年进行了提前选举，而民主党在这次选举中进一步稳固了其多数党地位，因此马鲁雷得以继续执政。
2009年12月，吉姆·马鲁雷解雇了他的副手特里派·马奥阿特。这引发了民主党内部的不满并导致了大部分民主党内阁成员宣布辞职， 而民主党随后也宣布开除了马鲁雷及他所任命的新副总理罗伯特·威格摩尔的党籍。 尽管马鲁雷试图通过任命三名初级民主党人进入内阁来示好， 但民主党还是在2009年12月31日撤回了对马鲁雷内阁的支持。
2014年5月，来自阿伊图塔基岛的泰娜·毕晓普成立了一个全新政党——库克群岛唯一运动。

## 国家宪法
《库克群岛宪法》于1965年8月4日正式生效， 当时库克群岛与新西兰成为自由联合的自治属地。此后每年纪念1965年这些事件的纪念日成为宪法日，当地会举行一个名为“Te Maeva Nui”长达一周的庆祝活动。

## 行政机关
| 职位     | 姓名          | 政党       | 任职日        |
| -------- | ------------- | ---------- | ------------- |
| 女王     | 伊丽莎白二世  | 不適用     | 1952年2月6日  |
| 女王代表 | 汤姆·马斯特斯 | 不適用     | 2013年7月27日 |
| 总理     | 马克·布朗     | 库克群岛党 | 2020年10月1日 |

库克群岛君主为世袭制，她的代表根据库克群岛政府推荐而任命。内阁由总理选择并任命，他们集体向议会负责。
1999年11月18日，库克群岛党长达10年的执政随着时任总理乔·威廉姆斯的辞职而结束。自1999年10月新联盟党脱离执政联盟并加入主要反对党民主党后，威廉姆斯的政府一直维持为少数党政府。11月18日，民主党党魁特里派·马奥阿特正式接任总理一职。2002年，马奥阿特的职位被他的副手罗伯特·温特所取代。而当温特在2004年大选失去他的议员席次后，他的总理职务交由本党的吉姆·马鲁雷接替。由于不能确定现任政府是否能维持其在议会内的多数地位，女王代表在该届议会任期内解散了议会并于2006年9月26日进行了“临时”大选。马鲁雷所领导的民主党获得选举胜利，并以多数党的姿态保住了其地位。不过到了2010年大选，库克群岛党重新获得执政地位，亨利·普纳随后在2010年11月30日宣誓就任总理。
库克群岛高级专员则由新西兰政府任命。

## 立法机关

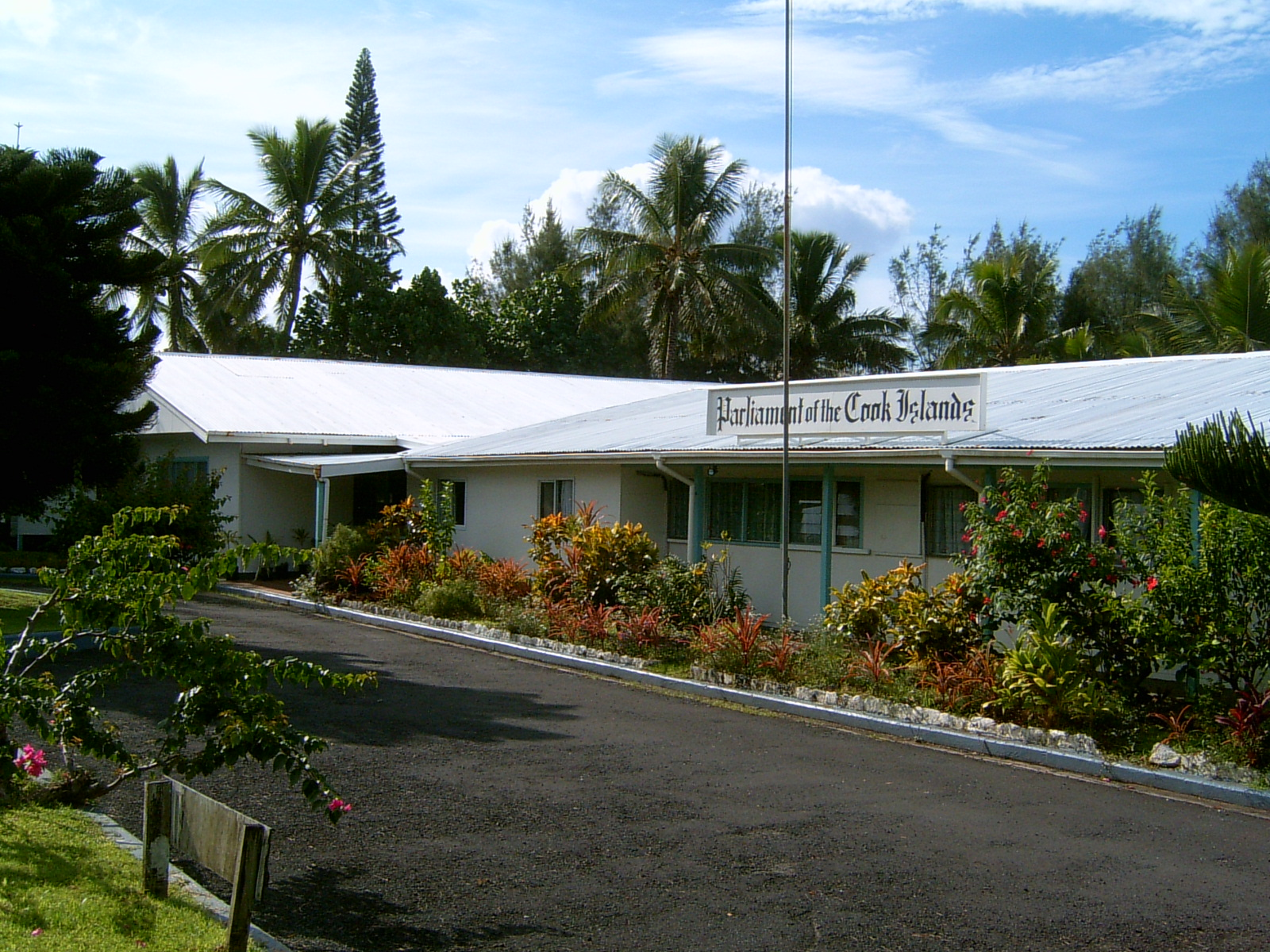
库克群岛议会所在地。
这里曾是一家酒店。

库克群岛议会由24名议员组成；他们经由单一选区选举产生，任期为5年。库克群岛还设有一个由阿里基（酋长）们所组成的酋长院，但这仅仅只是顾问机构。此外，库克群岛还有一个类似酋长院的“下位酋长院（Koutu Nui）”，其成员由下位酋长们组成。该机构是根据《1966年酋长院法》的1972年修正案所设立，现任议长是多里斯·里德（Te Tika Mataiapo Dorice Reid）。
2008年6月13日，酋长院微弱多数的成员企图发动政变，他们试图解散库克群岛的民选政府并控制该国的领导层。“基本上，我们正在解散政府领导层，这包括了总理、副总理和部长们。”马克亚·瓦卡蒂尼·约瑟夫·阿里基（Makea Vakatini Joseph Ariki）酋长解释道。《库克群岛先驱报（Cook Islands Herald）》则表示，酋长们正打算借此机会恢复他们的一些传统威望或玛那。 时任总理吉姆·马鲁雷将这次接管行动形容为“毫无理由和荒谬的”。 但到了6月23日时，情况似乎已经恢复正常，酋长院的成员们接受了现状并回归了正常工作。

## 司法机关
库克群岛的司法机关根据《库克群岛宪法》第四部分内容所设立，由库克群岛高等法院和库克群岛上诉法院组成；英国枢密院司法委员会则是作为库克群岛的最终上诉法院存在。 法官由女王代表根据首席大法官和司法部长向行政委员会（Cook Islands Executive Council）所提议之名单进行任命。 非常驻法官的任期为3年； 其余法官的任期则为终身。女王代表可以根据调查法庭的建议将法官免职，但只能以无法履职或行为不端为由。
在法律职业方面，亚维塔·陶加·欧·蒂·蒂尼·硕特（Iaveta Taunga o Te Tini Short）在1968年成为库克群岛第一个从事法律职业的本地居民。 他后来还成为库克群岛的内阁部长（1978年）和高级专员（1985年）。

### 脚注
1. ↑  . 新西兰国际广播电台. 2009-12-24  [2022-08-03]. （原始内容存档于2012-03-10） （英语）.
2. ↑  . 民主党（英语：Democratic Party (Cook Islands)）. 2009-12-24  [2022-08-03]. （原始内容存档于2011-07-09） （英语）.
3. ↑  . Cook Islands Herald (491). 2009-12-23  [2022-08-03]. （原始内容存档于2011-03-18） （英语）.
4. ↑  . Cook Islands News. 2009-12-30  [2022-08-03]. （原始内容存档于2010-01-05） （英语）.
5. ↑  . Pacific Islands Legal Information Institute.   [2022-08-03]. （原始内容存档于2012-07-17） （英语）.
6. ↑  . 新西兰电视台. 1新闻（英语：1 News）. 2008-06-13  [2022-08-04]. （原始内容存档于2009-12-04） （英语）.
7. ↑  . 本质网（英语：Stuff (website)）. 新西兰新闻协会（英语：New Zealand Press Association）. 2009-01-31  [2022-08-04]. （原始内容存档于2022-08-04） （英语）.
8. ↑  . 本质网（英语：Stuff (website)）. 费尔法克斯媒体（英语：Fairfax Media）. 2009-01-31  [2022-08-04]. （原始内容存档于2022-08-04） （英语）.
9. ↑  . 新西兰国际广播电台. 2008-05-23  [2022-08-04]. （原始内容存档于2011-05-22） （英语）.
10. ↑  . Pacific Islands Legal Information Institute.   [2022-08-04]. （原始内容存档于2022-08-04） （英语）.
11. ↑  参见《库克群岛宪法》第四部分第52条。
12. ↑  参见《库克群岛宪法》第四部分第53条。
13. ↑  参见《库克群岛宪法》第四部分第54条。
14. ↑  Thomas R. A. H. Davis; R. G. Crocombe. . University of the South Pacific. 1979. ISBN 9780908597000.

### 文献
- (PDF). 库克群岛: 库克群岛议会. 2022-06-13  [2022-08-03]. （原始内容存档 (PDF)于2022-08-03）.